# Unisex
Unisex refererar till sådant som inte är könsspecifikt, som är oberoende av kön eller genus. Termen "unisex" (av latin unus eller uni och sex, ´ett kön´) skapades på 1960-talet, och tolkades ofta i betydelsen "universellt 'som kunde användas av många, som var delat mellan könen'. Nyare motsvarande term är könsblindhet och könsneutralitet.
På 1960-talet utnyttjades begreppet främst för frisörer, kosmetika, kroppsvårdsprodukter, kläder, smycken och annat mode, med tidiga förespråkare som Rudi Gernreich och Sighsten Herrgårdh.
Företeelser som vanligen är könssegregerade, benämns ofta "unisex" då de är öppna oberoende av kön, exempelvis offentliga toaletter. Under 1960-talet kom ett unisex-mode, som typiskt kan exemplifieras av jeans och T-shirt som dessutom var behå-löst för kvinnor. Det fanns en stark vilja till könsintegration som både var ett mode och en strävan efter jämställdhet.
I Sverige hade samundervisning slagit igenom några decennier tidigare, men på 1960-talet blev detta vanligare i övriga Europa och USA. I Sverige blev det vanligare med gemensam gymnastik i skolorna på 1960-talet, det blev också mycket vanligt med "mixed" i bastur, senare även ibland i andra slag av omklädningsrum.  

## Unisexmode
Kläder som alla kan använda oberoende på kön eller ickekön.

## Unisexnamn
Handlar om namn som inte är könade. Namnen skiljer sig mellan olika språk.

## Samundervisning
Samundervisning, att människor av alla kön och ickekön går i samma skola och klass.

## Jämställdhetsintegrering
Jämställdhetsintegrering innebär att göra lagar och regler i samhället på olika sätt könsneutrala.